# Siphona hungarica
Siphona hungarica är en tvåvingeart som beskrevs av Andersen 1984. Siphona hungarica ingår i släktet Siphona och familjen parasitflugor.
Artens utbredningsområde är Ungern. Inga underarter finns listade i Catalogue of Life.